# NGC 7000
NGC 7000 is een emissienevel in het sterrenbeeld Zwaan. De nevel werd op 24 oktober 1786 ontdekt door de Duits-Britse astronoom William Herschel.

## Synoniemen
- LBN 373
- Noord-Amerikanevel
- Sharpless 117
- Caldwell 20